# Првенство Јужне Америке у фудбалу 1937.
Првенство Јужне Америке 1937.  је било четрнаесто издање овог такмичења, сада познатог по имену Копа Америка. Турнир се играо у Аргентини од 27. децембра 1936. до 1. фебруара 1937. године. На првенству су учествовале шест екипа. Аргентина који је освојио првенство по пети пут у својој историји. Друго место освојила је Бразил, треће Уругвај, четврто Парагвај, пето Чиле и шесто Перу.
На првенству је по први пут учествовало шест екипа. Раул Торо, репрезентативац Чилеа био је најбољи стрелац првенства са седам постигнутих голова.

## Учесници
На првенству Јужне Америке учествовало је шест тимова: репрезентације Аргентине, Перуа, Бразила, Уругваја, Парагваја и Чилеа. Боливија и  Колумбија одустале су од турнира. Бергеров систем је примењен, а првак је био тим који је прикупио највише бодова. 
1.  Аргентина

2.  Бразил

3.  Уругвај

4.  Парагвај

5.  Перу

6.  Чиле

## Град домаћин и стадион
| Буенос Ајрес      | Буенос Ајрес           |
| ----------------- | ---------------------- |
| Стадион Гасометро | Стадион Алвеар и Тагле |
| Капацитет: 75.000 | Капацитет: 40.000      |
|                   |                        |

## Табела
| Репрезентација | И | Д | Н | И | ДГ | ПГ | ГР | Бод. |
| -------------- | - | - | - | - | -- | -- | -- | ---- |
| Аргентина      | 5 | 4 | 0 | 1 | 12 | 5  | +7 | 8    |
| Бразил         | 5 | 4 | 0 | 1 | 17 | 9  | +8 | 8    |
| Уругвај        | 5 | 2 | 0 | 3 | 11 | 14 | −3 | 4    |
| Парагвај       | 5 | 2 | 0 | 3 | 8  | 16 | −8 | 4    |
| Чиле           | 5 | 1 | 1 | 3 | 12 | 13 | −1 | 3    |
| Перу           | 5 | 1 | 1 | 3 | 7  | 10 | −3 | 3    |

Како су Бразил и Аргентина били изједначени, игран је плеј-оф, где је Аргентина победила са 2:0 и постала по пети пут шампион континента. 

## Утакмице
| Бразил                                 | 3–2 | Перу                             |
| -------------------------------------- | --- | -------------------------------- |
| Роберто 7’ · Афонсињо 30’ · Нижињо 57’ |     | Т. Фернандез 55’ · Виљануева 58’ |

| Аргентина       | 2–1 | Чиле     |
| --------------- | --- | -------- |
| Вараљо 30’, 43’ |     | Торо 73’ |

| Парагвај                                               | 4–2 | Уругвај         |
| ------------------------------------------------------ | --- | --------------- |
| А. Ортега 9’, 79’ · А. Гонзалез 35’ · Ерико 38’ (пен.) |     | Варела 16’, 28’ |

| Бразил                                                      | 6–4 | Чиле                                       |
| ----------------------------------------------------------- | --- | ------------------------------------------ |
| Патеско 2’, 26’ · Леите 6’ · Луизињо 35’, 40’ · Роберто 68’ |     | Авендањо 19’ · Торо 25’, 73’ · Риверос 40’ |

| Уругвај                                   | 4–2 | Перу                             |
| ----------------------------------------- | --- | -------------------------------- |
| Камаити 16’ · Варела 31’, 56’ · Пириз 79’ |     | Т. Фернандез 29’ · Магаљанес 40’ |

| Аргентина                                           | 6–1 | Парагвај        |
| --------------------------------------------------- | --- | --------------- |
| Скопељи 5’, 54’ · Гарсија 8’ · Сосаја 33’, 75’, 82’ |     | А. Гонзалез 86’ |

| Уругвај | 0–3 | Чиле                           |
| ------- | --- | ------------------------------ |
|         |     | Торо 17’, 83’ · Арансибија 59’ |

| Бразил                                          | 5–0 | Парагвај |
| ----------------------------------------------- | --- | -------- |
| Патеско 31’, 67’ · Луисињо 42’, 51’ · Леите 59’ |     |          |

| Аргентина  | 1–0 | Перу |
| ---------- | --- | ---- |
| Сосаја 55’ |     |      |

| Парагвај                                 | 3–2 | Чиле         |
| ---------------------------------------- | --- | ------------ |
| Амариља 5’ · Флор 47’ · Нуњез Вељосо 78’ |     | Торо 8’, 32’ |

| Бразил                             | 3–2 | Уругвај                   |
| ---------------------------------- | --- | ------------------------- |
| Леите 36’ · Бахиа 72’ · Нижињо 77’ |     | Виљадонига 1’ · Пириз 66’ |

| Перу              | 2–2 | Чиле                    |
| ----------------- | --- | ----------------------- |
| Х. Алкаде 1’, 26’ |     | Торес 16’ · Кармона 70’ |

| Аргентина               | 2–3 | Уругвај                              |
| ----------------------- | --- | ------------------------------------ |
| Вараљо 63’ · Сосаја 68’ |     | Итурбиде 5’ · Пириз 51’ · Варела 58’ |

| Парагвај | 0–1 | Перу       |
| -------- | --- | ---------- |
|          |     | Лаваље 43’ |

| Аргентина   | 1–0 | Бразил |
| ----------- | --- | ------ |
| Гарсија 48’ |     |        |

### Плеј оф
| Аргентина             | 2–0 (a.e.t.) | Бразил |
| --------------------- | ------------ | ------ |
| де ла Мата 102’, 112’ |              |        |

## Листа стрелаца
7 голова
- Раул Торо

5 голова
| - Сосаја | - Варела |  |

4 гола
| - Луизињо | - Патешко |  |

3 гола
| - Вараљо | - Леите | - Пириз |

2 гола
| - де ла Мата - Гарсија - Скопељи | - Нижињо - Роберто - А. Гонзалез | - Ортега - Т. Фернандез - Алкалде |

1 гол
| - Афонсињо - Бахија - Арансибиа - Авендањо - Кармона - Риверос | - Торес - Амариља - Ерико - Флор - Вељосо - Виљануева | - Мегаљанес - Лаваље - Камаити - Итурбиде - Виљадонига |